# Klampokan (Besuk)
Klampokan is een bestuurslaag in het regentschap Probolinggo van de provincie Oost-Java, Indonesië. Klampokan telt 926 inwoners (volkstelling 2010).